# Our World
Our World é uma série de televisão americana sobre notícias que corria por 26 episódios, de 25 de setembro de 1986 a 28 de maio de 1987. O show foi ancorado por Linda Ellerbee e Gandolf Ray. Cada episódio da série, tinha o uso de filme de arquivo e imagens de televisão com um curto período da história americana. Our World era exibido na ABC.
Our World surgiu de uma antiga chamada (vinheta) especial da ABC News , cujo produtor, Avram Westin, iria passar a produzir o programa. Cada episódio foi produzido com um orçamento de 350.000 dólares, menos da metade do orçamento de uma hora típica da programação em horário nobre na época.
A ABC cancelou o show depois de uma temporada. Ellerbee tentou mover a série para a PBS, mas não teve sucesso.